# Серж Гуменни
Серж Гуменни (нід. Serge Gumienny, нар. 14 квітня 1972, Сінт-Трейден, Бельгія) — бельгійський футбольний арбітр. Арбітр ФІФА з 2011 року.

## Кар'єра
Судить матчі Ліги Жупіле, Першої ліги Бельгії та Кубка Бельгії.
Іноді судить матчі нідерландської Ередивізі, судив матчі Кубка Інтертото, обслуговує матчі Ліги чемпіонів УЄФА та Ліги Європи УЄФА. 
Також Серж судив матчі чемпіонату Катару, Саудівської Аравії. 
23 грудня 2011 стає арбітром ФІФА та судить матчі між національними збірними.

## Кубок Бельгії (фінали)
- 2008 Андерлехт — Гент 3:2
- 2015 Брюгге — Андерлехт 2:1

## Суперкубок Бельгії
- 2003 Брюгге - Ла-Лув'єр 1:1 (5:4 пен.)
- 2006 Андерлехт - Зюлте-Варегем 3:1

## Статистика міжнародних матчів
| Міжнародні матчі       | #  |
| ---------------------- | -- |
| Кубок УЄФА             | 16 |
| Ліга Європи            | 5  |
| Ліга чемпіонів УЄФА    | 6  |
| Кваліфікація U-21 2006 | 3  |
| Кваліфікація U-21 2007 | 2  |
| Кваліфікація U-21 2009 | 1  |
| МЧЄ U-21 2006          | 2  |
| Кваліфікація ЧЄ 2008   | 1  |
| Кваліфікація ЧС 2006   | 1  |
| Кваліфікація ЧС 2010   | 3  |
| Разом                  | 40 |